# Sangala alcera
Sangala alcera là một loài bướm đêm trong họ Geometridae.